# The Mighty Ducks: Game Changers
The Mighty Ducks: Game Changers är en amerikansk TV-serie från 2021, skapad av Steven Brill, Josh Goldsmith och Cathy Yuspa. Den är baserad på filmen Mästarna (1992) som även den är skapad av Brill. Serien hade premiär den 26 mars 2021 på streamingtjänsten Disney+. En andra säsong hade premiär den 28 september 2022.

## Handling
Handlingen utspelar sig i Minnesota där ishockeylaget The Mighty Ducks har blivit ett av de mest framgångsrika och konkurrenskraftiga lagen i sin liga. Evan Morrow, en 12-årig pojke, blir petad från laget så han startar ett eget lag tillsammans med sin mamma.

## Rollista (i urval)
| - Lauren Graham – Alex Morrow - Emilio Estevez – Gordon Bombay - Brady Noon – Evan Morrow - Maxwell Simkins – Nick Ganz - Swayam Bhatia – Sofi Hanson Bhatt - Julee Cerda – Stephanie Reddick - Luke Islam – Jaden 'Koob13' Koobler | - Bella Higginbotham – Lauren Gibby - Taegen Burns – Maya Kasper - Kiefer O'Reilly – Logan LaRue - De'Jon Watts – Adib 'Sam' Samitar - Lia Frankland – Mary Joe - Dylan Playfair – Coach T - Em Haine – Winnie Berigan |